# Max Stefani
Massimo Stefani, noto come Max Stefani (Roma, 14 dicembre 1951), è un giornalista e critico musicale italiano.
È stato direttore per trentaquattro anni (dal 1977 al 2011) del mensile Il mucchio selvaggio di cui è stato il fondatore. Attualmente collabora con i quotidiani La Nuova Ferrara, La Gazzetta di Parma, La Gazzetta di Reggio e Il Tirreno.

## Biografia
Inizia l'attività di giornalista su Music Box, la sezione musica della rivista di alta fedeltà Suono, per poi fondare a ottobre del 1977 la rivista musicale Il mucchio selvaggio; nel 1980 i due colleghi lasciano il progetto per fondare un'altra rivista, Buscadero.
Negli anni '80 Stefani chiama a lavorare alla rivista alcuni giovani giornalisti che diventeranno in seguito i nomi più noti del giornalismo musicale italiano, tra cui Federico Guglielmi, Ernesto De Pascale, Eddy Cilìa, Stefano Ronzani, Massimo Cotto, Massimo Del Papa, Eleonora Bagarotti, John Vignola, Teresa De Santis e Andrea Scanzi.
Nel 2011, dopo aver lasciato la direzione del Mucchio selvaggio, fonda il periodico musicale Outsider, rivista dedicata al rock classico pubblicata in 18 numeri, e collabora come opinionista con Rai 1, nei programmi Unomattina e Unomattina Estate.
Ha pubblicato anche alcuni libri legati alla musica, tra cui nel 2016 "I 4 Cavalieri dell’Apocalisse” (su Jeff Beck, Eric Clapton, Peter Green e Jimmy Page).

## Opere
- In rock we trust. Percorsi di rock in Italia, 2016
- I 4 cavalieri dell'apocalisse (Peter Green, Jimmy Page, Jeff Beck, Eric Clapton), 2016
- Happy Trails (Duane Allman, Mike Bloomfield, Jerry Garcia, Jimi Hendrix, Jorma Kaukonen, Stephen Stills)
- California Dream 1960-1980 (Jackson Browne, Gene Clark, Ry Cooder, Lowell George, Randy Newman, Gram Parsons, Warren Zevon)
- Beautiful Winners 1960-1980 (Bruce Springsteen, Bob Seger, Steve Miller)
- Freefallers (Tom Petty, Stevie Nicks, Fleetwood Mac)
- Progressive Rock vol.1 (Jethro Tull, Genesis)
- Progressive Rock vol.2 (King Crimson, ELP)
- John Mayall e il british-blues sixties
- Lynyrd Skynyrd. The wild bunch - Gli anni d'oro
- Love you live. I migliori dischi rock dal vivo. Vol. 1, 2022
- Love you live. I migliori dischi rock dal vivo. Vol. 2, 2023